# Pisces-Cetus superhobkomplekset
Pisces-Cetus superhobkomplekset er et galaksefilament (kompleks af superhobe) som indeholder Virgo-superhoben, som igen er en del af Laniakea-superhoben, hvor den lokale galaksegruppe med Mælkevejen er.
Pisces-Cetus superhobkomplekset er estimeret til at være omkring 1,0 milliarder lysår (Gly) langt og 150 millioner lysår (Mly) bredt.

## Udforskning
Astronomen R. Brent Tully ved University of Hawaii astronomiinstitut beskrev Pisces-Cetus superhobkomplekset i 1987.